# Фрегозо, Паоло ди
Паоло ди Фрегозо (итал. Paolo Fregoso; 1430, Генуя — 1498, Рим) — дож Генуэзской республики, архиепископ Генуи.

## Церковная жизнь
Сын дожа Баттисты I и Иларии Гуиниджи, запомнившийся как «зловещая фигура» в политической и религиозной жизни Генуи. Некоторые историки сомневаются в реальности его церковных клятв и приписывают ему пятерых внебрачных детей.
Папа Николай V, земляк Паоло, несмотря на страсть последнего к политике, убедил его изучать духовные материи в Павии. В 1448 году он окончил обучение и был назначен каноником в Савонском соборе. В 1451 году он переехал в Сестри-Поненте, в цистерцианское аббатство Святого Андрея, а в 1453 году был избран игуменом этого аббатства. Во многом стараниями своего брата дожа Пьетро ди Кампофрегозо Паоло 7 февраля 1453 года, всего в двадцать шесть лет, стал новым архиепископом Генуи.
В 1480 году Паоло был назначен кардиналом Сант-Анастазия. В Генуе он снарядил двадцать кораблей и отбыл в Рим, где был принят папой Сикстом IV. Сохранив церковный сан, Паоло был назначен адмиралом Святейшего Престола во главе военно-морской экспедиции, в союзе с неаполитанским флотом Фердинанда I, против турецкого флота в битве при Отранто.
Паоло ушел в отставку с поста архиепископа и кардинала 13 февраля 1495 года, а 29 июля 1496 года был вновь избран архиепископом Генуи и находился на этом посту вплоть до своей смерти 22 марта 1498 года.

## Политическая жизнь

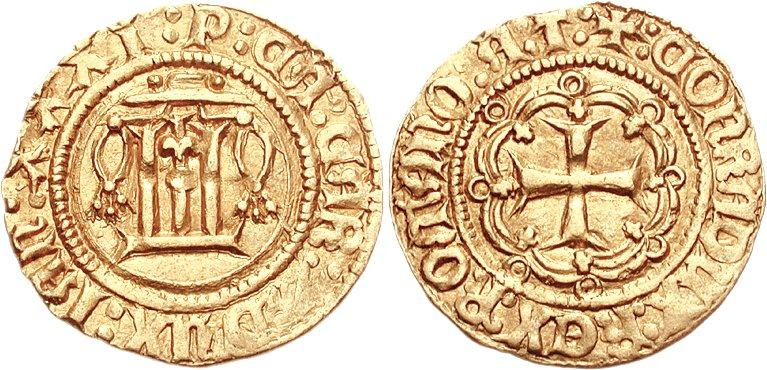
Дукат дожа Паоло ди Кампофрегозо

Более бурной получилась политическая жизнь Паоло Фрегозо. Он трижды поднимался на самый высокий пост в республике, побеждая своих оппонентов, в том числе собственного двоюродного брата, дожа Лодовико ди Кампофрегозо. 14 мая 1462 года Лодовико был смещен усилиями Паоло, и тот занял пост дожа. Его правление было очень коротким, почти пятнадцать дней, но зато в это время Паоло как церковный деятель во главе светской власти получил поддержку папы Пия II.
С 1 июня по 8 июня 1462 года Генуей правило Правительство четырёх капитанов, которое, несмотря на все усилия Паоло, посчитало опасным совмещение одним человеком церковной и светской власти и постановило вернуть Лодовико пост дожа. Отношения между двумя кузенами вылились в открытую ненависть, и население города разделилось на сторонников архиепископа Фрегозо и сторонников дожа Фрегозо. В январе 1463 года Паоло вновь сверг Лодовико и стал дожем. Он не отказался от церковной власти и отдал приказ об аресте Лодовико и его заключении в крепость Кастелетто. В итоге отпущенный на свободу Лодовико был вынужден признать Паоло дожем и бежать в Милан.
В апреле 1464 года Паоло был вновь отстранен от власти после нескольких сомнительных инцидентов, в том числе преследования членов семьи Адорно с помощью рода Фиески, а также распрей с собственными родственниками. Совет старейшин решил доверить защиту Генуи и Лигурии миланскому герцогу Сфорца. В итоге миланцы правили Генуей в течение почти тринадцати лет (1464—1477).
Назначенный кардиналом Генуи в 1480 году Паоло был избран в третий и последний раз дожем 25 ноября 1483 года. Последовавшее восстание генуэзцев против власти Паоло привело к его спонтанному бегству из Генуи 6 января 1488 года. Несмотря на повторное избрание архиепископом Генуи в 1496 году, Паоло был вынужден покинуть страну и искать убежище в Пьемонте, Венето и даже в Риме.
В Риме 10 августа 1490 года Паоло получил титул кардинала Сан-Систо, принимал участие в конклаве 1492 года. Вплоть до своей смерти в 1498 году он безуспешно боролся против господства в Италии Карла VIII Французского.